# High Willhays
High Willhays - wzniesienie w Anglii, w hrabstwie Devon, w parku narodowym Dartmoor o wysokości 610 m n.p.m. Jest najwyższym wzniesieniem południowo-zachodniej Anglii.

## Turystyka
Szczyt jest dostępny, jednak z uwagi na ćwiczenia wojskowe często jest zamknięty dla turystów.

## Historia
Najwcześniejsze wzmianki o szczycie pojawiły się w r. 1532, gdzie wymieniony był pod nazwą Hight Wyll. Służył jako punkt obserwacyjny; na mapie z r. 1765 pojawia się pod nazwą "Hampster Tor".